# ManicTime
ManicTime je software pro automatické sledování času, který sleduje využití aplikací a webových stránek. Tyto data pomáhají uživatelům sledovat čas strávený na různých projektech a úkolech.
ManicTime Client běží na pozadí a zaznamenává aplikace, dokumenty a webové stránky používané uživatelem. V možnostech je i automatické tvoření pravidelných screenshotů.  Nasbíraná data pak lze využít ke sledování času stráveného na různých projektech a úkolech.
Je vyvíjen společností Finkit d.o.o. se sídlem ve Slovinsku. Všechna data jsou uložena lokálně v databázi SQLite.
Na konci roku 2024 byla vydána verze 2024.3 s výrazně předělaným uživatelským rozhraním v designu který je podle vývojářů více otevřený, vzdušný a prostorný. Řada uživatelů si však stěžovala že tento design příliš plýtvá prostorem, ale tento problém vývojáři vyřešili přidáním kompaktního režimu který tolik neplýtvá místem.